# جعفر شيخ إدريس
جعفر شيخ إدريس (1348- 1447 هـ / 1931- 2025 م)، مفكر إسلامي سوداني، وعالم داعية، وأستاذ جامعي، وهو مؤسس الجامعة الأمريكية المفتوحة ومديرها. يُعَد من قادة الحركة الإسلامية في السودان، ممثِّلًا للتيَّار السُّنِّي التربوي فيها. وفي السعودية لازم الشيخ عبد العزيز بن باز، وتأثَّر ببعض العلماء الكبار كالشيخ بكر أبو زيد، مما غيَّر توجُّهَه وباعد بينه وبين العمل الحركي التنظيمي، وتوغَّل به في العمل السلفي السُّنِّي الفكري الدعوي المؤسسي.

## ولادته ونشأته
وُلد أبو عبد الرحمن، جعفر بن شيخ إدريس بن محمد بن صالح بن بابكر بن عبد الرحمن آلبَلَل، عام 1348هـ/ 1931م، بمدينة بورتسودان الميناء البحري الرئيس للبلاد، شمال شرقيِّ السودان. وينحدر أصله من بلدة تسمَّى "كريمة" في شماليِّ السودان، تقع على ضفاف النيل، وهي الحاضرة التجارية لمدينة مَرَوِي التاريخية. جمهور أهلها من قبائل الشايقية؛ إحدى أكبر القبائل الثلاث ذات النفوذ في شماليِّ السودان، وهي قبيلة عربية عباسية النسب.
نشأ في أسرة تلتزم الطريقة الختمية الميرغنية، كشأن كثير من أبناء قبائل الشايقية، فنشأ محبًّا للدِّين وأهله، غير أنَّه تأثَّر ببعض قرابته المتَّبعين للكتاب والسنَّة، من رعيل جماعة أنصار السنَّة المحمَّدية الأول، واطمأنت فطرته إلى مسلكهم، فنأى بنفسه عن البدع والأعمال الشركية، وصار يُنكر البدعة وهو ابن إحدى عشرة سنة.

## دراسته وتحصيله

#### الدراسة الأولية والمتوسطة
في سن السادسة وقع له حادث بقدمه منعه المشيَ ثلاث سنوات، فبدأ تعليمه الرسمي متأخرًا، لكنَّ ذلك حفَزَه للجدِّ في الدراسة في المدرسة وخارجها. فكان في المرحلة الأولية يدرس في المدرسة والخلوة (مدرسة تحفيظ القرآن الكريم) معًا. وفي سنِّ الحادية عشرة انضمَّ إلى جماعة أنصار السنة الناشئة.
واصل دراسته النظامية في المرحلة المتوسطة في المدرسة، مع الإقبال على بعض الشيوخ بمنطقة بورتسودان. فدرس عليهم الأربعين النووية وبعض كتب المذهب المالكي، وبعض كتب النحو، وكان يحضر مع والده دروس الشيخ أبي طاهر بالمسجد الكبير، فسمع قدرًا كبيرًا من كتب السنَّة ولا سيَّما صحيح البخاري، ودرس عليه بعض مختصرات أخرى في الحديث والبلاغة والآداب. وقرأ أيضًا على بعض العلماء الشناقطة الذين كانوا يمرُّون بمدينته في طريقهم إلى الحج. ومع جماعة أنصار السنة تأثر بشيخ الإسلام ابن تيمية وتلميذه ابن القيِّم.

#### الدراسة الثانوية
التحقَ بمدرسة حَنْتُوب الثانوية سنة 1369هـ/ 1950م، وهي حينذاك إحدى ثلاث مدارس ثانوية في السودان، وكان لا يُقبل فيها إلا المتفوقون. وهي مدرسة داخلية لا يعود الطلَّاب إلى أهليهم إلا في الإجازات. ومن زملائه في الدراسة الثانوية من صار من المشاهير؛ كالرئيس جعفر النميري، والأستاذ محمد إبراهيم نُقُد فيلسوف الحزب الشيوعي السوداني، والدكتور حسن الترابي. في هذه المرحلة انتشر الفكر الشيوعي، وبرزت الحركة الإسلاميَّة أيضًا، فانضمَّ إلى حركة إسلامية ناشئة هي حركة التحرير الإسلامي التي صارت فيما بعد جماعة الإخوان المسلمين في السودان، ولم تكن الحركة على صلة تنظيمية بحركة الإخوان المصرية حينئذ. وكان عضوًا نشيطًا في الحركة يقيم المحاضرات ويُلقي الدروس.

#### الدراسة الجامعية والعليا
تلقَّى تعليمه الجامعي في كلِّية الآداب قسم فلسفة الاقتصاد والسياسة بجامعة الخرطوم (وكانت تُدعى "كلية غوردون التذكارية"، سُمِّيت بذلك تخليدًا لذكرى القسِّيس تشارلز غوردون، وكان البريطانيون يزعمونه بطلًا قوميًّا)، ثم تركها وفضَّل الدراسة بمصر، ولم يعجبه الحال هناك فعاد إلى جامعة الخرطوم ليتم دراسته فيها، وحصل على الإجازة (بكالوريوس) مع مرتبة الشرف عام 1961م. 
وكانت الجامعة أيام دراسته تمور بالصراع الفكري بين الإسلامين والشيوعين والجمهوريين وغيرهم، وتعِجُّ بالنشاط السياسي الذي كان يضطَرُّ الإنجليز لاتخاذ إجراءات تعسفية مع الطلاب. وكان جعفر من رؤوس ذلك النشاط، وتقلَّب في وظائفه، حتى رأسَ اتحاد طلَّاب الجامعة سنة 1958، وهي السنة التي تسلَّم فيها الفريق إبراهيم عبود الحُكم، وحدثت في ذلك العهد محاولاتُ ثورة، ومحاولتا انقلاب عسكري، وشارك في ثانيتهما الرشيد الطاهر بكر المراقب العام للإخوان بالسودان، وإن كانت مشاركته رأيًا استبدَّ به فيما يظهر، باعتبار شخصي لا عَلاقة للجماعة به. وصدرت الأحكام على الانقلابيين قاسية، فقُرِّر إعدام الضبَّاط المنفِّذين للانقلاب، وسَجْن بعضهم وكان منهم الرشيد بكر. ومضى وفدٌ من اتحاد الطلَّاب إلى إمام الأنصار عبد الرحمن المهدي الراعي لحزب الأمَّة والمؤسس للجبهة الوطنية المتحدة لمعارضة نظام عبود التي ضمَّت إضافة إلى حزب الأمة (الإخوان المسلمين)، والجبهة المعادية للاستعمار (الشيوعيين)، والحزب الوطني الاتحادي، وبعض المستقلين. وشكَّل الطلَّاب لَجنة رأسها الطالب جعفر شيخ إدريس، وكتبوا أولَ مذكِّرة تقدِّمها جهة مدنية للمجلس العسكري تطالبه بإعادة الجيش إلى الثُّكْنات وإعادة النظام المدني، فاعتقل النظام اللجنة التنفيذية للاتحاد. ولم يكن فعلُ الطلاب يومئذٍ عبثًا؛ فمن جامعة الخرطوم بدأت الثورة التي أسقطت النظام العسكري عام 1964.
بعد تخرُّجه عُيِّن معيدًا بالجامعة، وسجَّل لدراسة مرحلة الماجستير، لكنَّ الجامعة ابتعثته في العام التالي للدراسة بجامعة لندن. وبعد سقوط نظام إبراهيم عبود ترك الدراسة واستقال، ليشارك في العمل السياسي الإسلامي. وكان مرشَّحَ جبهة الميثاق بمدينة بورتسودان. ثم عاد إلى الجامعة مرَّة أخرى عام 1967، وحصل على شهادة (دكتوراه) من جامعة الخرطوم في تخصُّص فلسفة العلوم عام 1970، وكانت دراسته الفعلية في جامعة لندن بحسب الاتفاقية بين الجامعتين.

## عمله وتدريسه

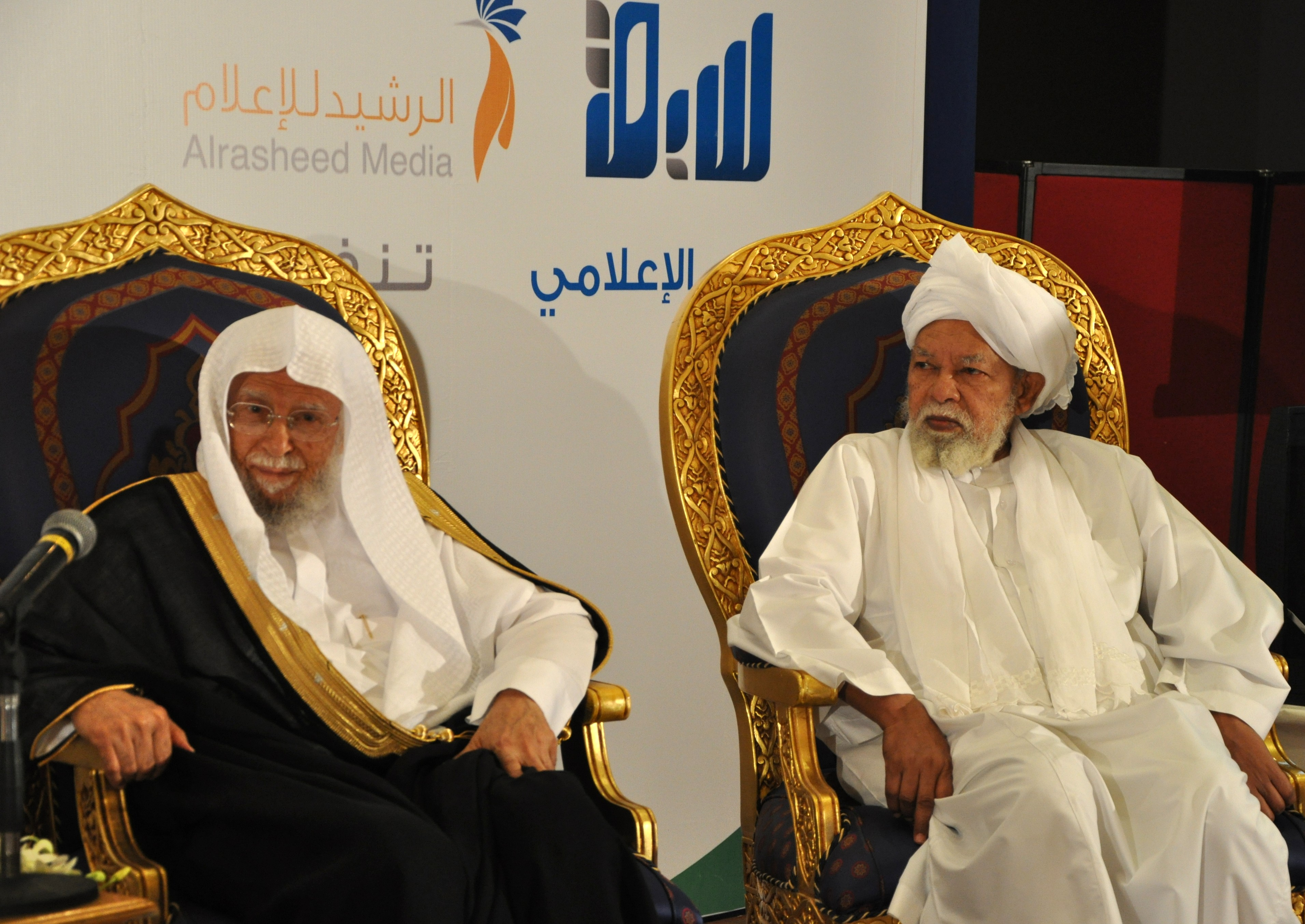
جعفر شيخ إدريس مع وزير الشؤون الإسلامية السعودي السابق عبد الله بن عبد المحسن التركي

1. قسم الفلسفة، جامعة الخرطوم، 1967- 1973.
2. قسم الثقافة الإسلامية، كلية التربية، جامعة الرياض (الملك سعود حاليًّا).
3. مركز البحوث بجامعة الإمام محمد بن سعود الإسلامية بالرياض.
4. قسم الدعوة، كلية الدعوة والإعلام، جامعة الإمام محمد بن سعود الإسلامية.
5. قسم العقيدة والمذاهب المعاصرة، كلية أصول الدين، جامعة الإمام محمد بن سعود الإسلامية.
6. درَّس طلَّاب الدراسات العليا بالجامعة موادَّ العقيدة والمذاهب المعاصرة، وأشرف على كثير من رسائل الماجستير والدكتوراه.
7. مدير قسم البحث بمعهد العلوم الإسلامية والعربية في أمريكا، التابع لجامعة الإمام محمد بن سعود الإسلامية ثم عمل مستشارًا للمعهد.
8. تقاعد من العمل بجامعة الإمام محمد بن سعود الإسلامية سنة 1997.
9. أسس الجامعة الأمريكية المفتوحة مع بعض الناشطين، ثم أصبح مديرًا للهيئة التأسيسية للجامعة.
10. عمل مستشارًا لعدد من المؤسسات والهيئات الإسلامية في أنحاء العالم، وكان عضوًا في مجالس إدارة العديد منها.

## نشاطاته

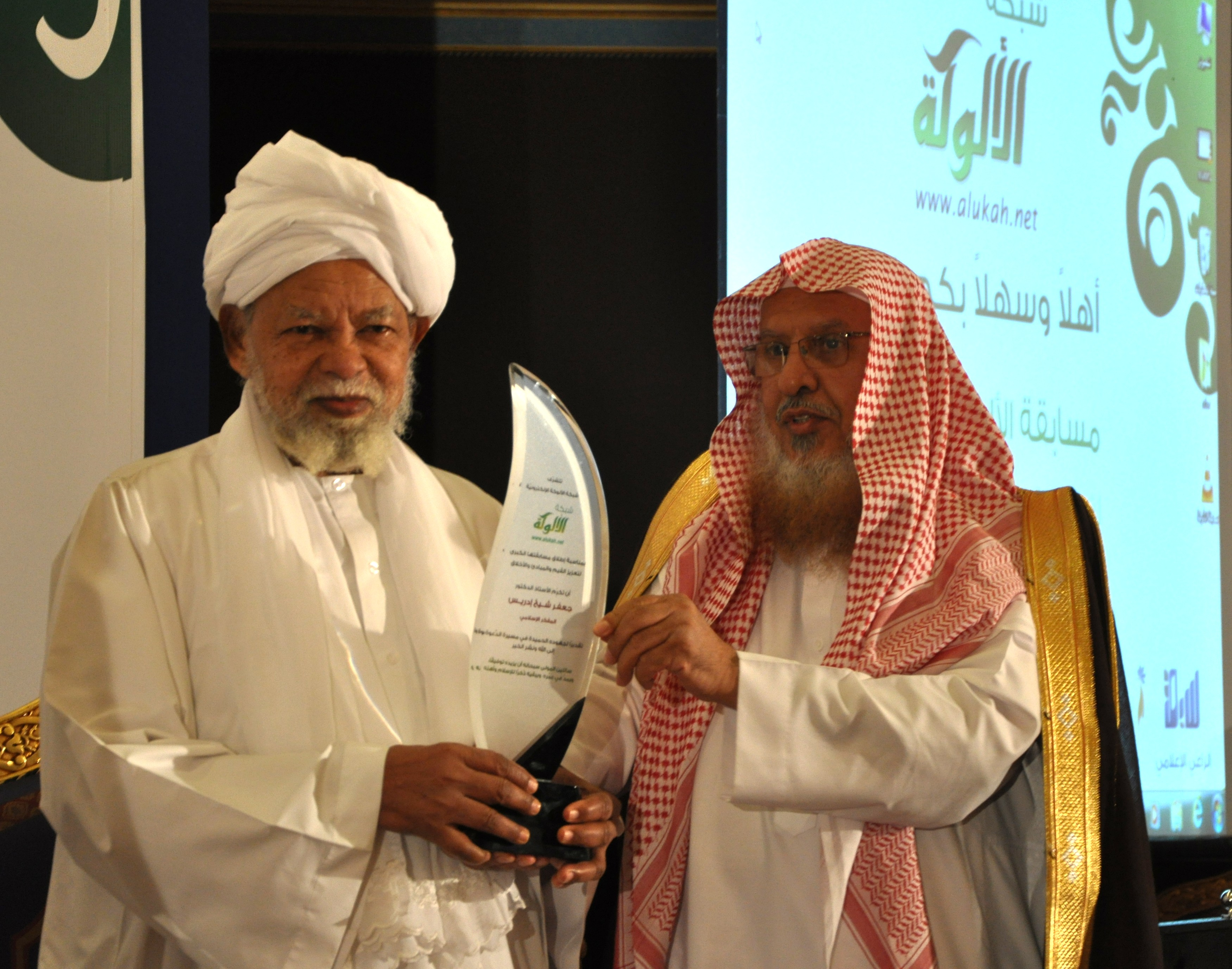
الشيخ الدكتور سعد الحميِّد يكرِّم الشيخ الدكتور جعفر شيخ إدريس

استمرَّ نشاطه في الحركة الإسلامية بالسودان، وصار من رؤوسها، ولم يزل في موقع ريادي منها حتى تنازع رئاسة الحركة الإسلامية عام 1969 مع الدكتور حسن الترابي، وحسم النزاعَ انقلابُ جعفر النميري، ليتفرَّق هؤلاء عقبه ما بين سجين وطريد وناجٍ.  ومثَّل جعفر في تلك الحِقْبة مع إخوة له تيارًا سُنيًّا تربويًّا سياسيًّا شاملًا داخل صفوف الحركة الإسلامية، وكان نقَّادًا لما يرى مخالفته للشريعة. وأهَّله تكوينُه العلمي وشخصيته النقَّادة في وقت مبكِّر لتسجيل ملاحظاته على نحو "المأثورات" لحسن البنَّا و"معالم في الطريق" لسيِّد قطب، ومناقشة أفكار أبي الأعلى المودودي وغيره من المنظِّرين، في مناهج الجماعات وإلزاماتها. فضلًا عن انتقاده الصريح الشجاع ما يراه فكرًا عَلمانيًّا متدثِّرًا بثياب إسلامية، يُروِّجه داخلَ صفوف الحركة بعضُ من يوصفون بالعقلانيين والتنويريين!
في المملكة العربية السعودية لازم مفتي البلاد الشيخ عبد العزيز بن باز، وانتفع ببعض العلماء الكبار كالشيخ بكر أبو زيد، مما غيَّر توجُّهَه وباعد بينه وبين العمل الحركي التنظيمي، وتوغَّل به في العمل السلفي السُّنِّي الفكري الدعوي المؤسسي. وظلَّت شخصيته الهادئة حاضرةً في هذا التوجُّه الجديد؛ إذ كانت المتاركة بإحسان لا إساءة فيها ولا استثارة عَداء، بل مع حفظ الودِّ لمن هم أهله.

#### من نشاطاته العلمية والثقافية
- ألقى دروسًا ومحاضراتٍ، وشارك في ندَوات ومؤتمرات في كثير من الجامعات والمراكز الإسلامية والمساجد ومراكز البحوث، في كثير من بلدان العالم؛ في إفريقيا وآسيا وأوربا وأستراليا وأمريكا الشمالية ودول الكاريبي وأمريكا اللاتينية.
- شارك ببحوث مهمَّة في عدد كبير من المؤتمرات الإسلامية والعالمية.
- شارك في كثير من البرامج التلفازية والإذاعية في عدد من الدول.
- عضو في كثير من اللجان الأكاديمية والثقافية والسياسية.
- عضو في اتحاد طلَّاب جامعة الخرطوم سنوات طويلة، ثم رئيس لجنته التي قدَّمت أول مذكِّرة لحكم عبود تطالبه فيها برجوع الجيش إلى ثُكْناته.
- اهتدى وأسلم على يديه الكثير.
- أشرف على عشَرات الرسائل العلمية لدرجتي الدكتوراه والماجستير.
- كتب مقالات كثيرة في الصُّحف السودانية منها باب أسبوعي في جريدة الميثاق الإسلامي بعنوان "جنَّة الشوك"، ومقالات في مجلات إسلامية ومتخصِّصة باللغتين العربية والإنجليزية.
- كتب زاوية شهرية بعنوان "الإسلام لعصرنا" في مجلة البيان التي تصدر في لندن.

## كتبه وبحوثه

### باللغة العربية
1. الدعوة الإسلامية والغزو الفكري، رابطة الشباب المسلم العربي، 1987.[3]
2. نظرات في منهج العمل الإسلامي، التجمُّع الإسلامي في أمريكا الشمالية، 1999.
3. الفيزياء ووجود الخالق، مناقشة عقلانية إسلامية لبعض الفيزيائيين والفلاسفة الغربيين، منشورات مجلة البيان بلندن، 1422هـ/ 2001م.[4][5]
4. صراع الحضارات بين عولمة غربية وبعث إسلامي، منشورات مجلة البيان بلندن، 1433هـ/ 2012م.[6]
5. الإسلام لعصرنا، منشورات مجلة البيان بلندن، 1435هـ/ 2014م.[7]
6. مناهج التفكير الموصلة للحقائق الشرعية والكونية، آفاق المعرفة للنشر والتوزيع، 2016.[8][9]
7. الأسس الفلسفية للمذهب المادي.

### باللغة الإنجليزية
1. The Pillars of Faith.
2. Islamization: Its Philosophy & Methodology.
3. The Attributes of God.

### بحوثه ومقالاته
إضافة إلى عدد من البحوث باللغتين العربية والإنجليزية، لعل من أهمها بحوثه في «الرد على أوهام المادِّية الجدلية». وهو أوَّل من كتب في موضوع أسلمة العلوم، إذ كتب رسالتين صغيرتين في الموضوع تُعدُّ أساسًا لكل من كتب بعده. وله بحوث في الردِّ على الفكر الغربي والمذاهب المعاصرة، وله بحوث عن التنظيمات الإسلامية المعاصرة، ومقالات كثيرة.
من بحوثه:
1. التصُّور الإسلامي للإنسان أساس لفلسفة الإسلام التربوية، بحث مقدَّم إلى المؤتمر العالمي الأول للتعليم الإسلامي، مكة المكرمة، 1397هـ/ 1977م.
2. إسلامية العلوم وموضوعيتها، مجلة المسلم المعاصر، السنة الثالثة عشرة، العدد (50)، 1408هـ/ ديسمبر1987 و1988م.
3. البخاري غير معصوم لكنَّ كل ما في كتابه صحيح، مجلة الدعوة، المحرَّم 1411هـ/ 1990م.
4. الإسلام وحقوق الإنسان: مناقشة لأفكار غربية، بحث قدَّمه في الندوة العالمية لحقوق الإنسان في الإسلام، روما، 1420هـ/ 2000م.
5. الإسلام والإرهاب، بحث قُدِّم لمؤتمر رابطة العالم الإسلامي في مكة المكرمة، الخميس 1422هـ/ 2002م.
6. خبط عشواء.. أم تقدير حكيم؟ مجلة البيان، العدد (221)، المحرَّم 1427هـ/ فبراير 2006م.
7. إنسانيتنا جوهر ثابت وواقع يتغير، بحث نشر عام 2006.
8. عناصر الشرك والاستكبار والفُحش في القيم الغربية، بحث مقدَّم لمؤتمر تعظيم حرُمات الإسلام، دولة الكويت، 2007.
9. نبي الرحمة الإيمانية، بحث نشر في أبريل 2008.[3]

توصف أكثر كتابات الشيخ جعفر بالإيجاز ووضع القواعد العامَّة، ولذا جاء جُلُّها في رسائلَ صغيرة أو بحوث. وكل رسالة منها من الممكن أن تكون كتابًا أو مشروعًا لعدَّة كتب.

### كتب ومقالات عنه
- المُفرَد النفيس من فوائد جعفر شيخ إدريس: فوائد مختارة من بحوث ومقالات ومحاضرات، (كتاب) لمبارك بن حمد الشريف، ثلاثة أجزاء، دار أطلس الخضراء بالرياض.[11]
- الإفادة والتأنيس بمسيرة الشيخ جعفر إدريس، (مقالة) للشيخ الباحث إبراهيم الأزرق، جزآن، 2016.[12]
- جعفر الشيخ إدريس: سيرته، مقالاته، محاضراته، بحوثه، (كتاب) للدكتور مبارك بن حمد الشريف، مجلدان، دار كنوز إشبيليا بالرياض، 2017.

## أسرته
متزوِّج وأب لثلاثة ذكور وبنت، وجدٌ لسبعة أحفاد.

## وفاته ونعيه
توفي جعفر شيخ إدريس في الرياض، عصر يوم الجمعة 23 المحرَّم 1447هـ الموافق 18 يوليو (تَمُّوز) 2025م، عن عمر ناهز خمسًا وتسعين سنة. ونعاه مجمَّع الفقه الإسلامي. ثم صُلِّي عليه في المسجد النبوي عقب صلاة العصر من يوم السبت 24 المحرَّم 1447هـ الموافق 19 يوليو 2025م، ودُفن في مقبرة البقيع.

## وصلات خارجية
- ذكرياتي | د. جعفر شيخ إدريس
- الإسلام لعصرنا - جعفر شيخ إدريس - برنامج الخزانة - عبد الله البطاطي